# Mihai Sorin Rădulescu
Pour les articles homonymes, voir Radulescu.
Mihai Sorin Rădulescu, né en 1966 à Bucarest, est un historien roumain, spécialiste d'histoire de la société roumaine et de généalogie.

## Biographie
Mihai Sorin Rădulescu a fait des études d'histoire à l'université de Bucarest, poursuivies comme boursier à Paris où il a obtenu un diplôme d'études approfondies puis un doctorat à l'Institut national des langues et civilisations orientales.
Ses recherches sont centrées sur l'histoire de Bucarest, des grandes familles roumaines et leur généalogie, sur la franc-maçonnerie, ainsi que les relations culturelles entre la Roumanie et l'Europe occidentale.
Il est professeur à la faculté d'histoire de l'université de Bucarest.